# Otto-Schott-Platz

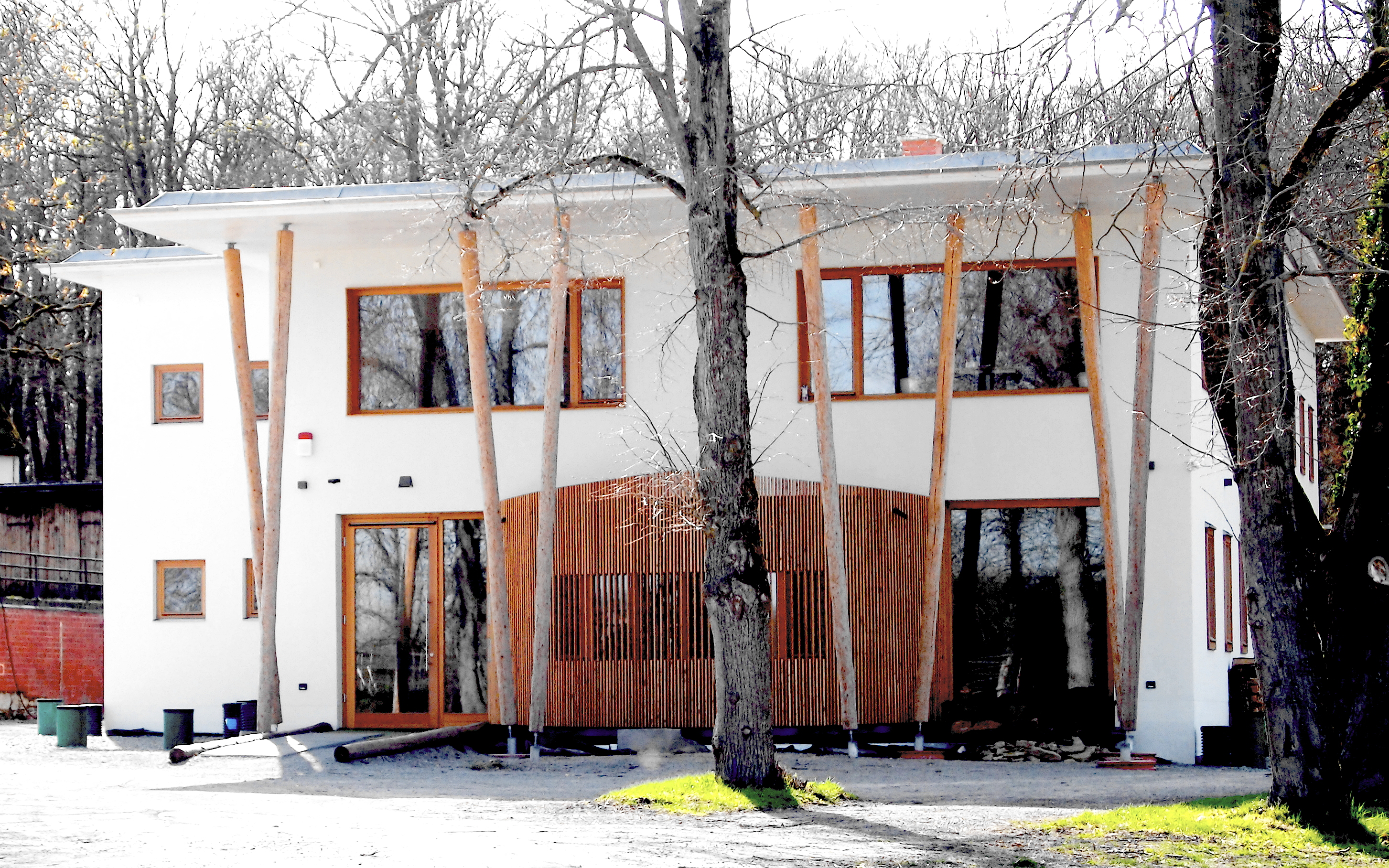
Naturerlebniszentrum Jena-Schottplatz

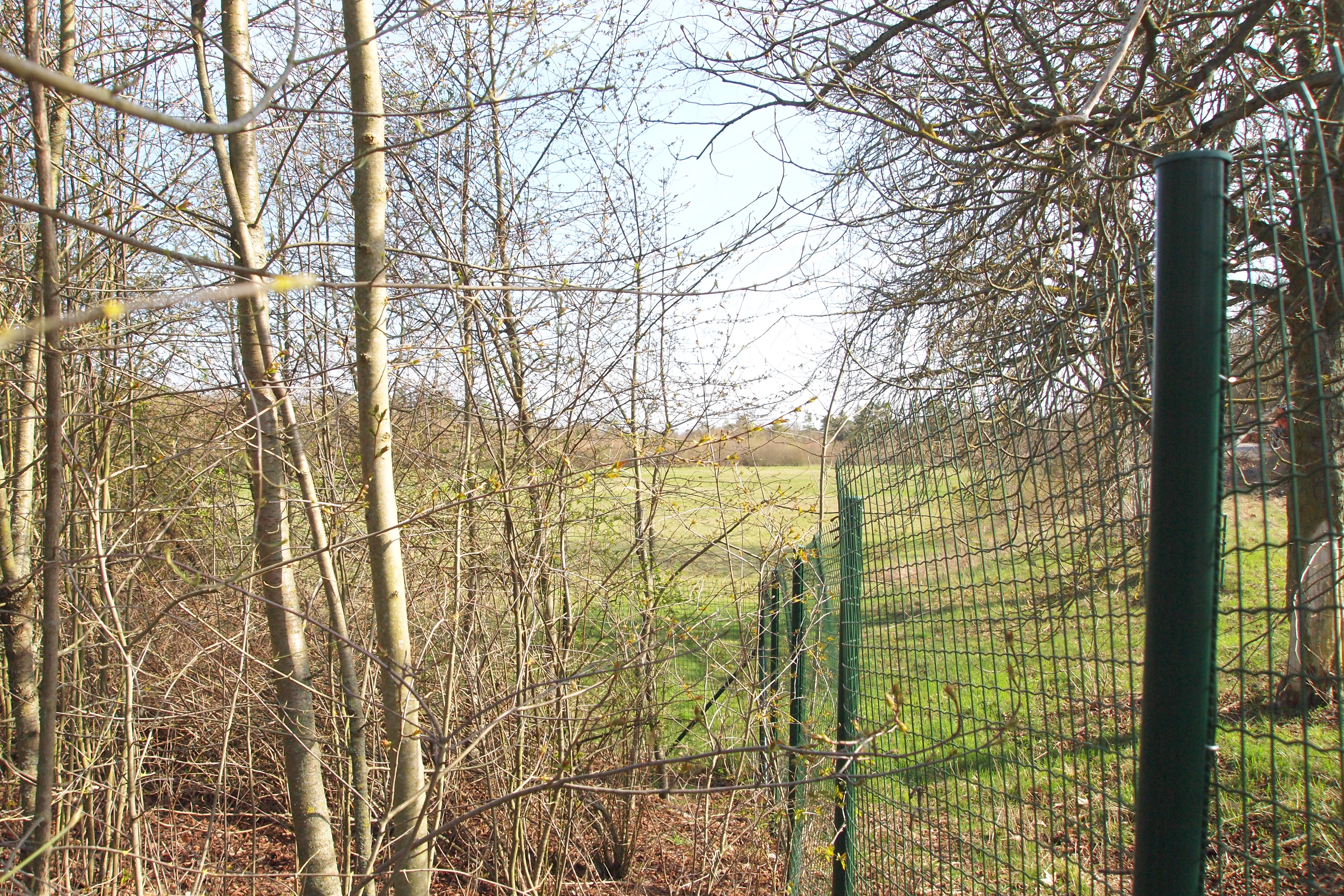
Renaturiertes Sportfeld des Otto-Schott-Platzes

Der Otto-Schott-Platz ist eine ehemalige Sportanlage und ein Naherholungszentrum in Jena in Thüringen. Das Sportgelände wurde etwa von 1910 bis 1990 genutzt, verfiel dann und wurde renaturiert. Im erhalten gebliebenen Hauptgebäude (ehemals Gaststätte, heute Waldvilla) befindet sich seit 2022 ein Naturerlebniszentrum.

## Lage und Verkehrsanbindung
Koordinaten: 50° 55′ 3″ N, 11° 32′ 52″ O
Der Otto-Schott-Platz liegt am östlichen Rand des Jenaer Forstes, eines bewaldeten Höhenzuges westlich von Jena, im Stadtteil Jena-Lichtenhain an der Grenze zu Jena-Süd etwa 360 Meter über NN. Die kürzeste Geh- und Radfahr-Entfernung zum Jenaer Stadtzentrum beträgt etwa 3,2 km; zum nächsten ÖPNV-Halt (Gustav-Fischer-Straße) sind etwa 1,9 km zurückzulegen. Die Anfahrt mit Kraftfahrzeugen über den Münchenrodaer Grund ist ab Stadtzentrum etwa 8,8 km lang.

## Geschichte

### Von den Anfängen bis zum Zweiten Weltkrieg
Bereits im 19. Jahrhundert bestand im Bereich des Schott-Glaswerkes in Jena Bedarf an Sportstätten, da die in Werknähe wohnenden Glasmacher oft auf Abruf arbeiten mussten und keine festen Trainingszeiten auf weiter entfernten Sportanlagen wahrnehmen konnten. Anfangs wurden Freiflächen im Werkgelände provisorisch für Sport hergerichtet, diese mussten jedoch wegen des regen Baues neuer Gebäude häufig wieder aufgegeben werden. Schließlich wurde es unter den sportbegeisterten Beschäftigten üblich, Flächen am Rande des westlich vom Werk liegenden Jenaer Forstes zu nutzen.
Die Werkleitung zeigte sich aufgeschlossen gegenüber der Freizeitgestaltung der Mitarbeiter und erwarb 1912 einen Teil dieser Flächen. Dort bauten die Sportler selbst, vom Werk gefördert, eine moderne Sportanlage mit Fußball-Großfeld und 400-m-Laufbahn. Später kam ein Funktionsgebäude mit Gaststätte hinzu. Da vor Ort kein Wasser gefunden wurde, war ein Anschluss an das Jenaer Leitungsnetz notwendig. Dieser konnte jedoch erst 1933 finanziert werden. In den 1930er Jahren erlebte der Schottplatz seine Blütezeit als Sport- und Kulturzentrum. Ab 1938 entstand wenige hundert Meter entfernt eine Kaserne der Flakartillerie, die jedoch nicht fertiggestellt und schon 1942 wieder verlassen wurde. Mit dem Kasernenbau erhielt das Gelände einen Straßenanschluss zum Münchenrodaer Grund; bis dahin konnten nur steile Wege vom Jenaer Südviertel her benutzt werden.

### Vom Zweiten Weltkrieg bis zum Ende der DDR
Nach 1945 wurde das Sportzentrum durch Einflüsse aus der nahen Umgebung beeinträchtigt. So wurde die benachbarte Kaserne von der Sowjetarmee übernommen und mit Raketentruppen belegt, was zusätzliche Bauten, eine Sperrzone um das Gelände und die Zerstörung von umliegenden Wegen durch Militärverkehr zur Folge hatte. Südlich des Sportzentrums entstand in den 1950er Jahren eine Abfallhalde für das Schottwerk, die bis 1970 mit einer Materialseilbahn, später bis zur Schließung 1982 mit Lastwagen vom Werk aus beschickt wurde. Trotzdem blieb der Schottplatz ein beliebtes Ausflugsziel, das um 1977 sogar mit einer Wochenendlinie des Jenaer Nahverkehrs (Linie 18) bedient wurde.

### Vom Ende der DDR bis heute

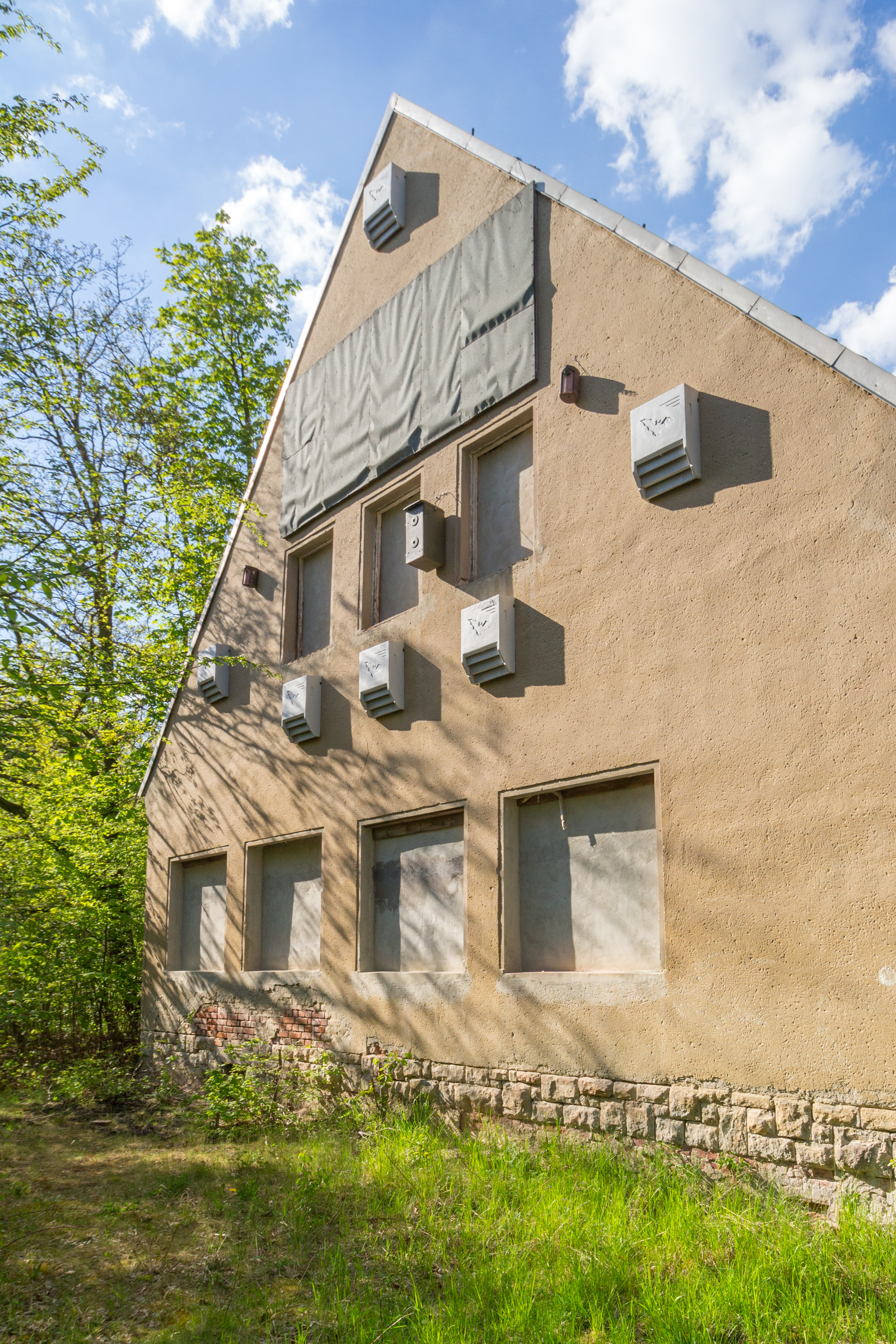
Für Fledermäuse umgebautes Kasernengebäude in Jena

Nach 1990 wurde das Gelände zunehmend unattraktiv. Das Schottwerk hatte keine Verwendung mehr für die Anlage und ihre abseitige Lage führte zu Verwahrlosung und Kümmernutzungen. Die Sowjettruppen gaben 1991 die benachbarte Kaserne auf, die danach bis 2007 eine Erstaufnahmeeinrichtung für Asylsuchende beherbergte. Diese stand wegen der Lebensbedingungen für die Bewohner nahezu dauernd in heftiger Kritik, was auch dem Umfeld einen schlechten Ruf einbrachte. Nach ihrer Schließung wurden die alten Kasernengebäude bis auf eines (zum Fledermausquartier umgenutzt) abgebrochen und die früheren Militärflächen sowie die Abfalldeponie renaturiert; auch die Sportanlage wurde teilweise aufgeforstet. 2018 erwarb die Stadt Jena die Flächen von der Schott AG und ließ die ehemalige Gaststätte zum Naturerlebniszentrum umgestalten, das am 30. April 2022 als „forum natura“ eröffnet wurde. Auf dem Gelände befinden sich unter anderem auch ein Hochbehälter der Jenaer Wasserversorgung, eine Konzertmuschel (zurzeit nicht genutzt) und ein Betriebshof der Jenaer Stadtforstverwaltung.

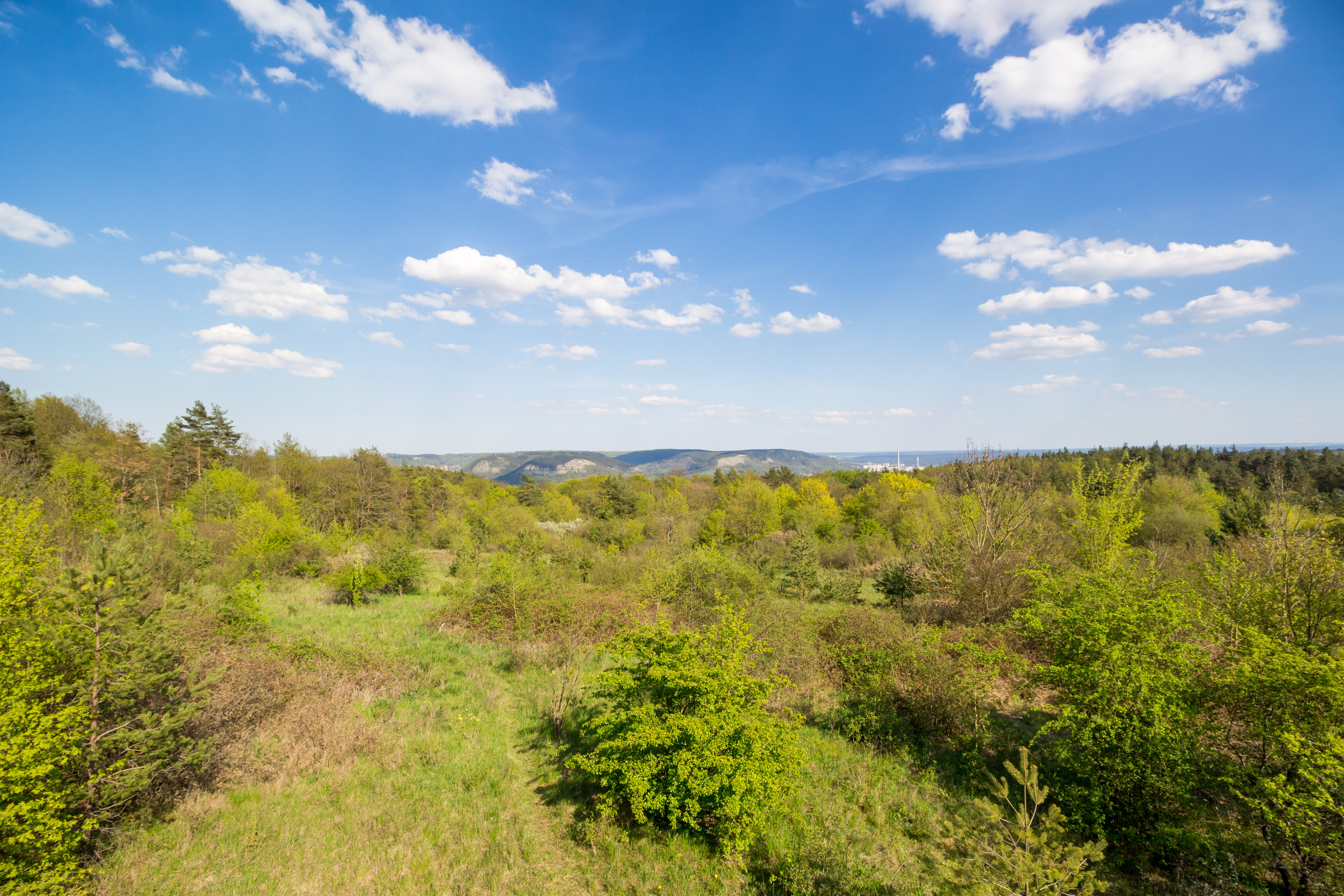
Renaturierte Deponiefläche am Otto-Schott-Platz
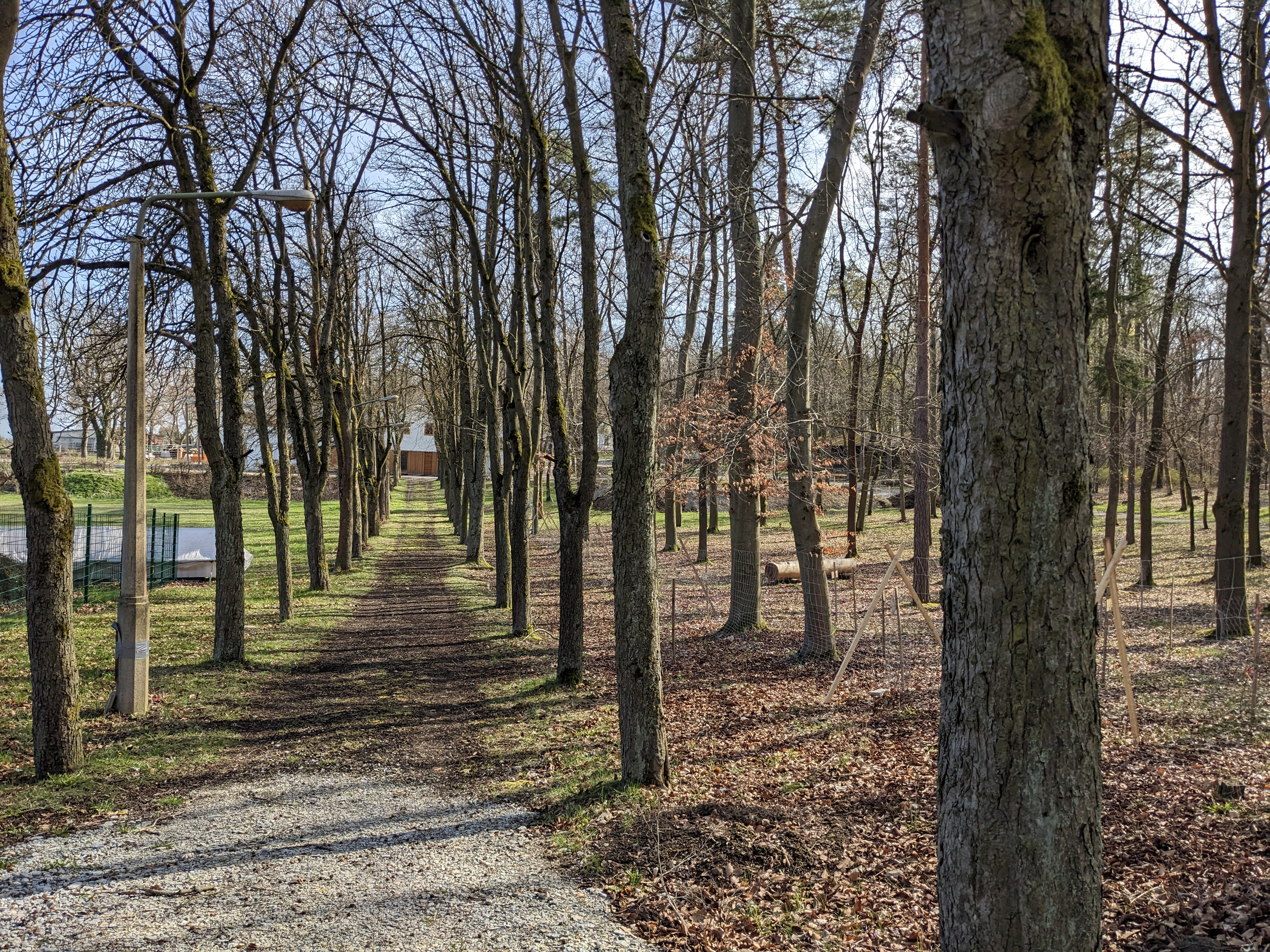
Allee zur Waldvilla
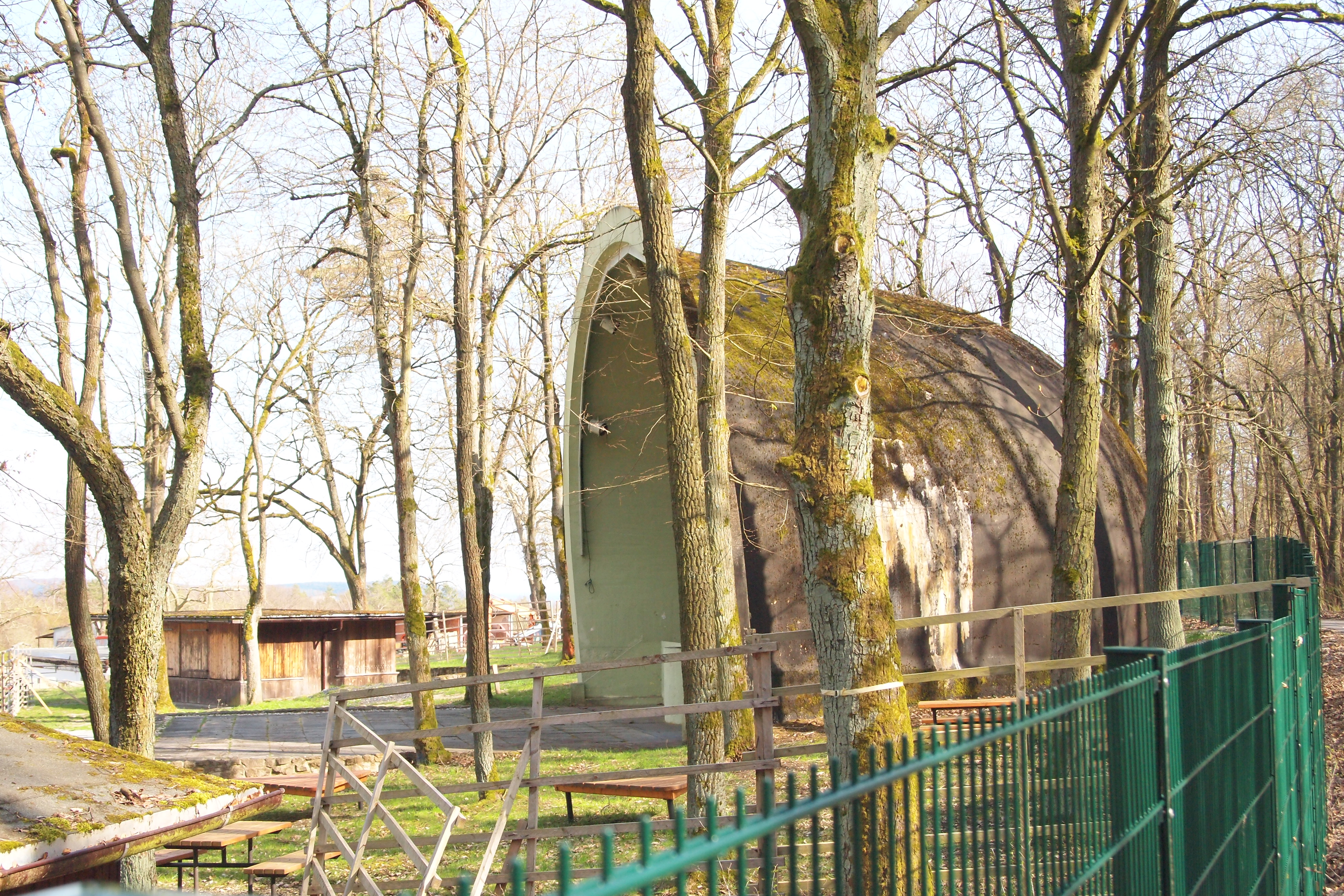
Konzertmuschel
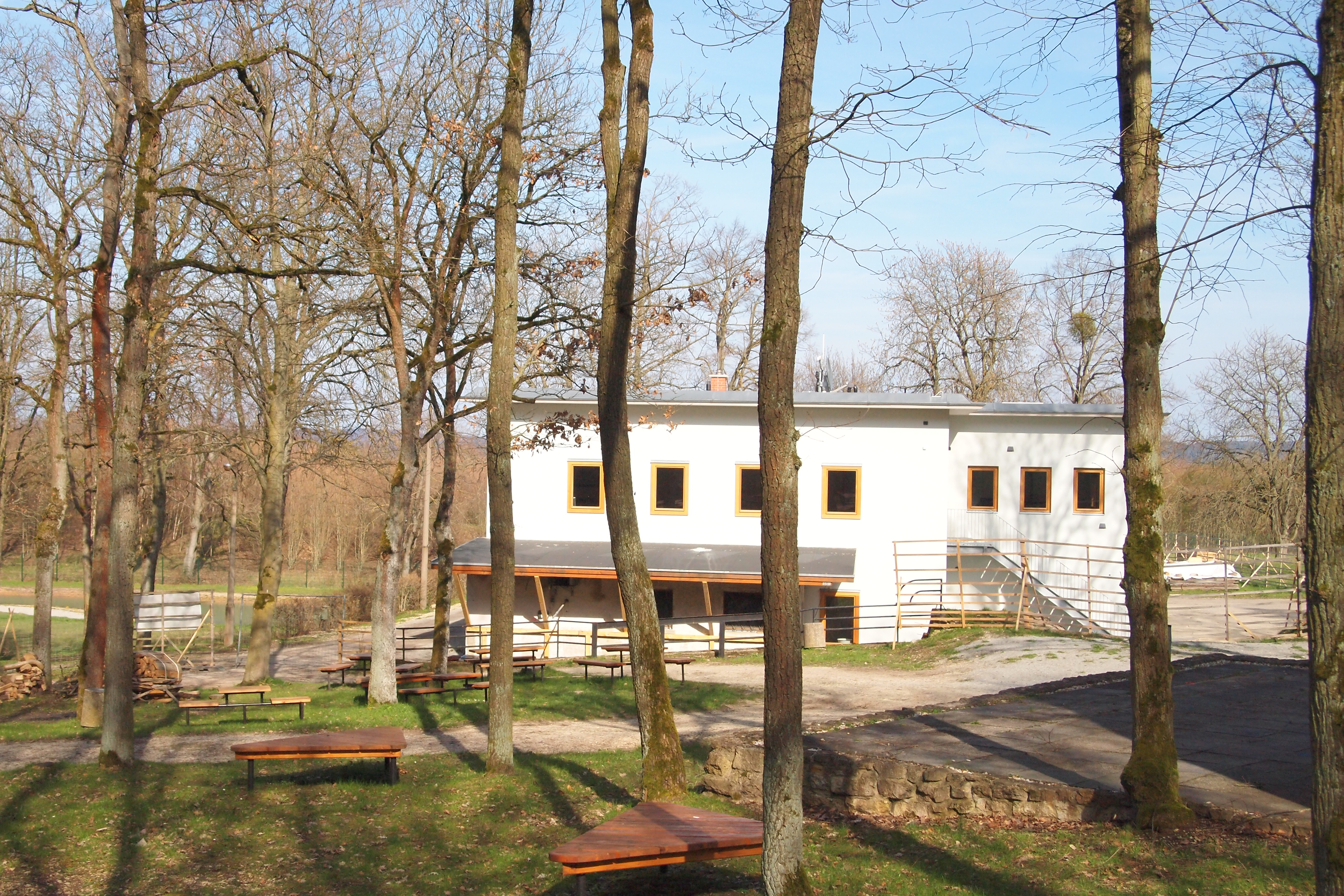
Rastplatz an der Waldvilla
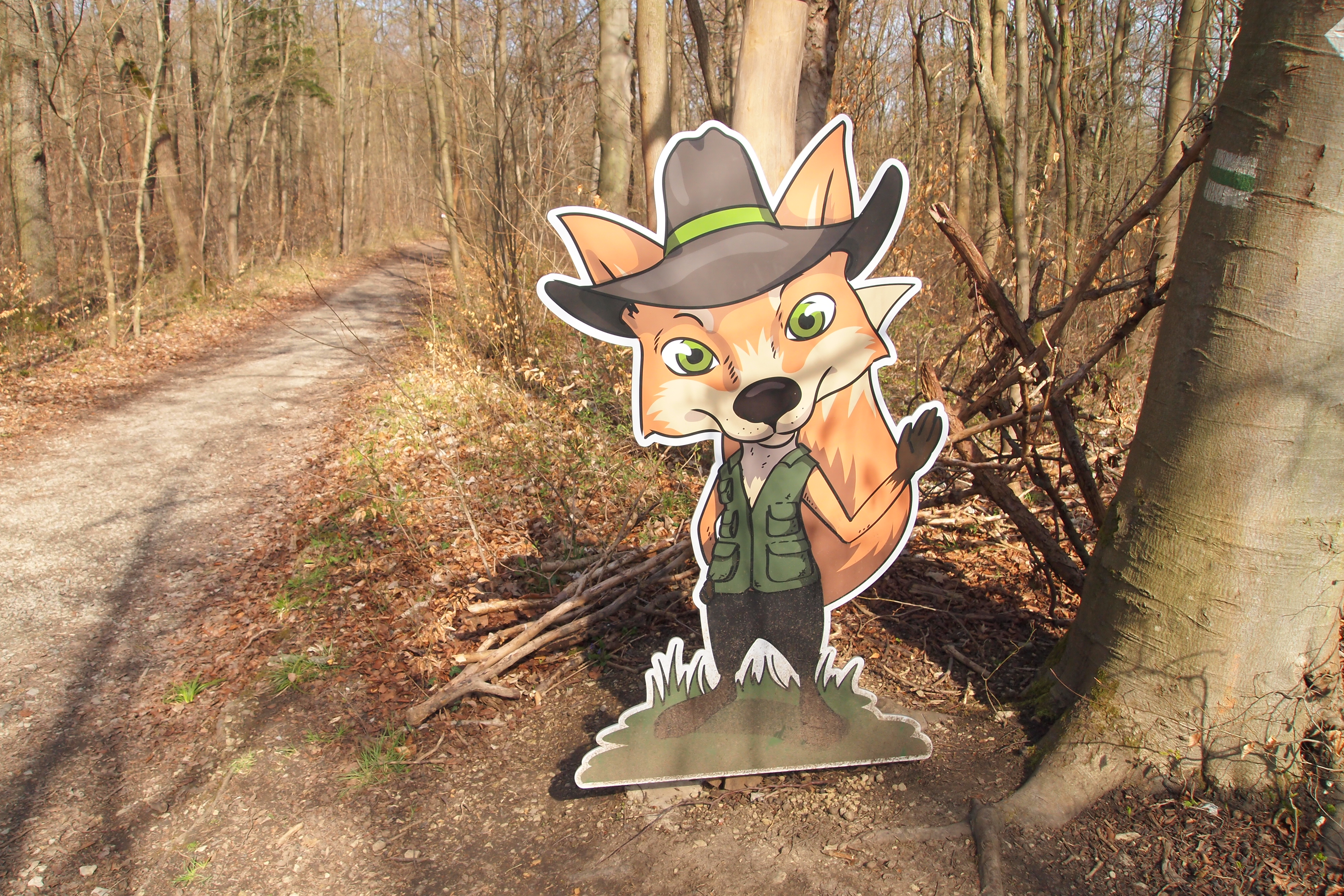
Der Schlaue Ux zeigt den Weg
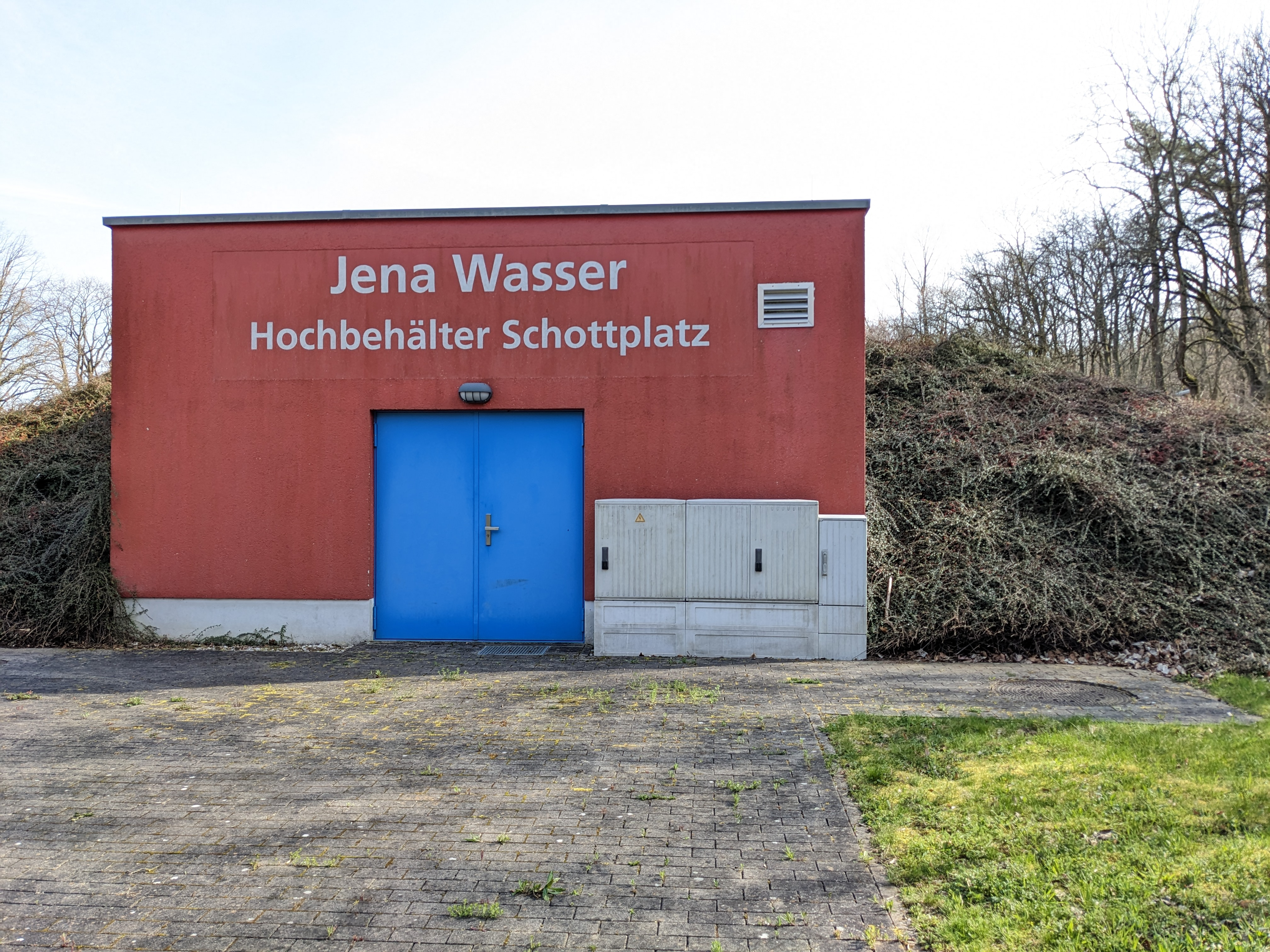
Hochbehälter Schottplatz